# Reinhard III. (Hanau)

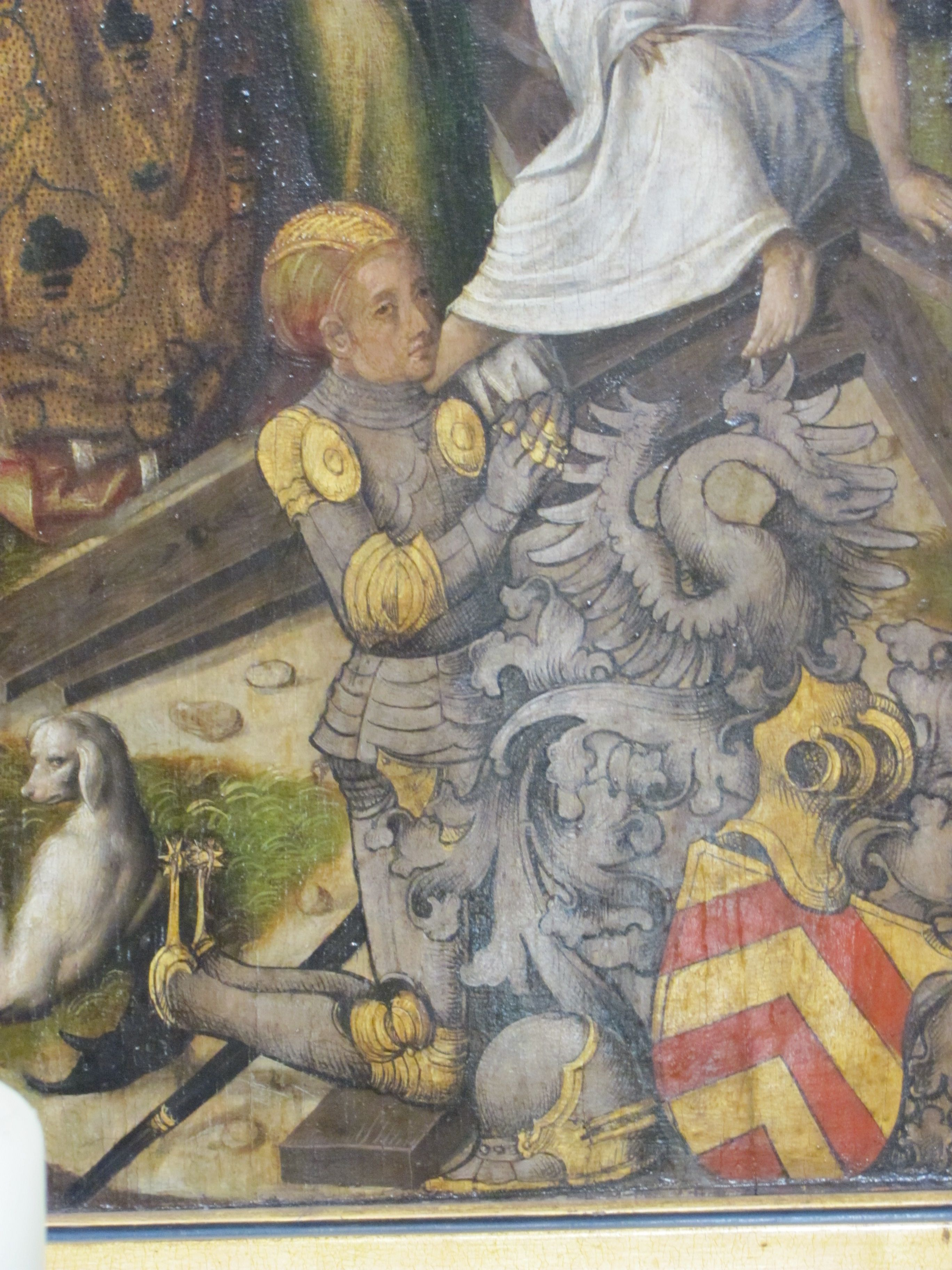
Graf Reinhard III. von Hanau auf dem Wörther Altar

Graf Reinhard III. von Hanau (* 22. April 1412; † 20. April 1452 in Heidelberg) war seit 1451 Graf von Hanau.

## Familie
Reinhard III. war der Sohn des Grafen Reinhard II. von Hanau und der Katharina von Nassau-Beilstein.

## Regentschaft
Schon zu Lebzeiten seines Vaters übernahm er 1434 die Vormundschaft über die Kinder seiner verwitweten Schwester aus erster Ehe mit Graf Thomas II. von Rieneck, als Katharina sich in zweiter Ehe mit Graf Wilhelm II. von Henneberg-Schleusingen verband. Nach dem Tod seines Vaters 1451 übernahm er die Regierung in der Grafschaft Hanau. Er starb aber bereits nach nur zehnmonatiger Regierungszeit. „Aus seiner kurzen Regierungszeit ist nichts bemerkenswertes hervorzuheben. “

## Tod
Reinhard III. starb am 20. April 1452 in Heidelberg. Er soll sich wegen der durch die Universität besseren medizinischen Versorgung nach dort begeben haben. Er wurde in der Marienkirche in Hanau beigesetzt.
Von nun ab wird es – von dem Regierungsantritt des Grafen Reinhard IV. abgesehen – für 200 Jahre keinen Beginn einer Regierung in der Grafschaft Hanau-Münzenberg mehr ohne eine Minderjährigkeitsvormundschaft für den Nachfolger geben. Die Grafen der Linie Hanau-Münzenberg sterben in der Regel in ihrem dritten Lebensjahrzehnt, wobei sie einen minderjährigen Nachfolger hinterlassen. Vermutlich liegt eine vererbbare Krankheit vor – welche, ist unbekannt. Das Phänomen erstreckt sich über neun Generationen. Ein Zufall ist da auszuschließen. Die Serie dieser frühen Tode setzt mit Reinhard III. ein.

## Wissenswertes
Reinhard III. ist als Beter zusammen mit seiner Frau auf dem Altarbild des spätgotischen Wörther Altars abgebildet. Der Flügelaltar stammt aus den Jahren 1485/90 und wurde von seinem Sohn, Graf Philipp I., für das Seelenheil seiner Eltern gestiftet. Da der Altar erst ca. 40 Jahre nach dem Tod von Reinhard III. geschaffen wurde, ist davon auszugehen, dass die Abbildung kein lebensechtes Porträt des Grafen ist.

## Familie
Reinhard III. war er seit dem 11. Juli 1446 mit Margarethe von Pfalz-Mosbach (* 2. März 1432; † 14. September 1457) verheiratet. Sie hatten zwei Kinder:
1. Philipp I. (der Jüngere) (1449–1500);
2. Margarethe (* 1452, † 14. März 1467), verlobt mit Philipp von Eppstein, starb vor der Vermählung.

## Vorfahren
| Urgroßeltern  | Ulrich III. von Hanau (* 1310; † 1369/70) ⚭ Gräfin Adelheid von Nassau († 1344)                   | Graf Eberhard von Wertheim (*; † 1373) ⚭ Burggräfin Katharina von Hohenzollern († nach 1369)      | Heinrich I. von Nassau-Beilstein († 1378/80) ⚭ Meyna von Westerburg († 1388)                      | Arnold von Randerode ⚭ ?                                                                          |
| Großeltern    | Ulrich IV. von Hanau (* 1330/40; † 1380) ⚭ Gräfin Elisabeth von Wertheim (* 1347; † 1378)         | Ulrich IV. von Hanau (* 1330/40; † 1380) ⚭ Gräfin Elisabeth von Wertheim (* 1347; † 1378)         | Graf Heinrich II. von Nassau-Beilstein († 1412) ⚭ Katharina von Randerode († ca. 1415)            | Graf Heinrich II. von Nassau-Beilstein († 1412) ⚭ Katharina von Randerode († ca. 1415)            |
| Eltern        | Graf Reinhard II. von Hanau (* ca. 1369; † 1451) ⚭ Gräfin Katharina von Nassau-Beilstein († 1459) | Graf Reinhard II. von Hanau (* ca. 1369; † 1451) ⚭ Gräfin Katharina von Nassau-Beilstein († 1459) | Graf Reinhard II. von Hanau (* ca. 1369; † 1451) ⚭ Gräfin Katharina von Nassau-Beilstein († 1459) | Graf Reinhard II. von Hanau (* ca. 1369; † 1451) ⚭ Gräfin Katharina von Nassau-Beilstein († 1459) |
| Reinhard III. |                                                                                                   |                                                                                                   |                                                                                                   |                                                                                                   |

Zur Familie vgl. Hauptartikel: Hanau (Adelsgeschlecht)